# (7161) Golitsyn
(7161) Golitsyn (1982 UY10) – planetoida z pasa głównego asteroid okrążająca Słońce w ciągu 3,71 lat w średniej odległości 2,39 j.a. Odkryta 25 października 1982 roku.